# Аймут
Аймут (англ. Eyemouth) — місто в Шотландії в Скоттіш-Бордерс. Це дві милі (три кілометри) на схід від головної дороги А1 з півночі на південь і вісім миль (тринадцять кілометрів) на північ від Бервік-апон-Твід. Аймут знаходиться неподалік від невеликих сіл Ейтон, Рестон, Сент-Еббс, Колдінгем і Бернмут у Бервікширі. Чисельність населення близько 3580 осіб.
Назва міста походить від його розташування в гирлі річки Ай (англ. Eye). Берегова лінія Беруїкшир складається з високих скель над глибокою чистою водою з піщаними бухтами та мальовничими гаванями. Рибний порт Аймут проводить щорічний фестиваль «Herring Queen» (королевський оселедець). Видатні будівлі в місті включають Gunsgreen House і будиночок сторожі на кладовищі, побудований для охорони від Resurrectionists (викрадачів тіл). Багато рис традиційного рибальського села збереглися у вузьких вуличках і «веннелях».
Узбережжя пропонує можливості для спостереження за птахами, прогулянок, риболовлі та дайвінгу. Розміщення включає кілька готелів, пансіонатів та парк відпочинку.